# Estadio Mestalla

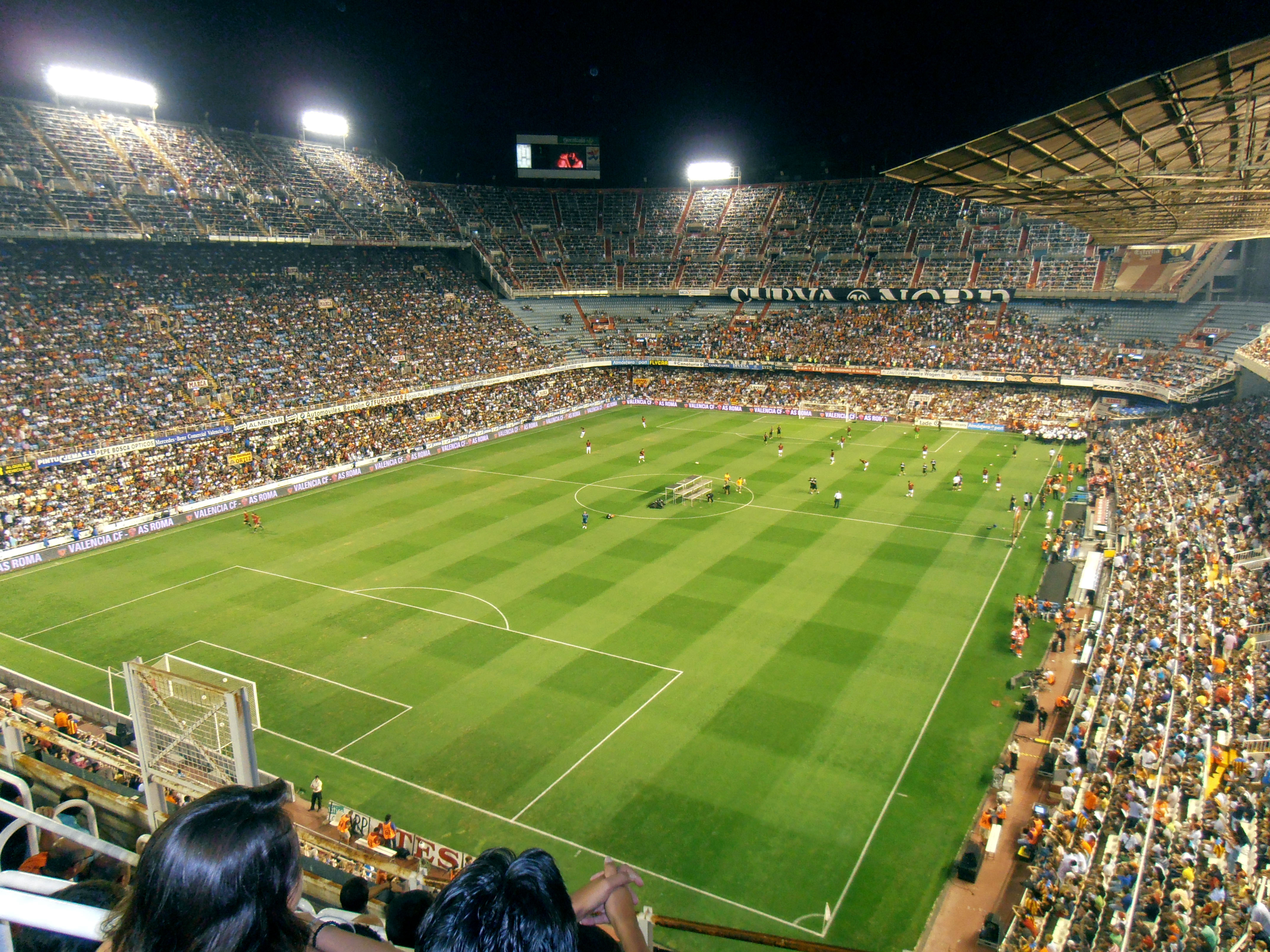
A stadion 2011-ben

Az Estadio Mestalla labdarúgó-stadion Spanyolországban, Valenciában. A Valencia CF stadionja. 1923-ban építették, 55 000 fő befogadására képes. Spanyolország ötödik legnagyobb stadionja. A közeljövőben[mikor?] várhatólag a csapat átköltözik az épülésben lévő Nou Mestalla stadionba. Ennek a stadionnak a befogadóképessége 75 000 főre tehető. A stadion befejezésének időpontja csúszott a klub rossz pénzügyi helyzete miatt.

## Története
A Mestallát 1923. május 23-án avatták fel egy Levante UD elleni barátságos mérkőzéssel. Ez egy korszak végét jelentette: búcsút intettek a régi stadionnak, az Algirósnak, a klub első otthonának, amely mindig jó emléket jelentett a Valencia szurkolóinak. Amikor a stadion még nem volt a La Ligában, akkoriban csak 17 000 főt tudott befogadni. A klub ekkor, a regionális bajnokságokban kezdte megmutatni a stadionban lévő lehetőségeket: emiatt a vezetők 1927-ben úgy döntöttek, bővítik a férőhelyeket. Azonban mielőtt ki tudták volna bővíteni 25 000 fősre, súlyosan megsérült a polgárháború idején.
A Mestallát használták a koncentrációs tábornak és szemétraktárként is. Miután felújították a stadiont, a csapat megszerezte első trófeáját, az 1941-es kupát. Az áttervezett stadionban játszó Valencia ezek után igen erős csapat volt: három bajnoki címet szereztek zsinórban; ekkoriban brillíroztak a legendás „elektromos csatárok”: Epi, Amadeo, Mundo, Asensi és Guillermo Gorostiza. Ezekben az években a sportsikerek is hozzájárultak a Mestalla apránként visszaépítéséhez.
Az ötvenes években történt volna a legnagyobb változás a stadion történetében. Ez a projekt eredményezte volna a stadion kapacitásának növelését 45 000 főre. Ez azonban nem valósult meg, ugyanis 1957 októberében a Turia áradása elmosta a Mestallát.